# Hemilea cnidella
Hemilea cnidella är en tvåvingeart som beskrevs av Munro 1935. Hemilea cnidella ingår i släktet Hemilea och familjen borrflugor. Inga underarter finns listade i Catalogue of Life.